# ロッド・カルー・スタジアム
ロッド・カルー・スタジアム（正式名称：エスタディオ・ナシオナル・ロドニ・カルー）は、1999年、パナマシティに開場したパナマの国立スタジアム。多目的スタジアムであるが、多くは野球の試合に使われる。開場当時の名称はエスタディオ・ナシオナル・デ・パナマであったが、アメリカ野球殿堂入りしたパナマ系アメリカ人ロッド・カルーの名を取って2004年に改称された。
2012年11月に、2013 ワールド・ベースボール・クラシック予選3組が開催され、2017年（2016年開催）・2023年（2022年開催）にも行われた。2014年3月にはマイアミ・マーリンズVSニューヨーク・ヤンキースとの春季非公式試合が開催された。